# Иван Келчев
Иван Тодоров Келчев (войводата) е партизанин от Партизанска бригада „Георги Бенковски“ и деец на РМС, родом от град Копривщица.
Като буен и стихиен бунтар, Иван Келчев се включва в редовете на младежката организация на БКП (т.с.). В годините на Втората световна война той е мобилизиран в армията. От нея дезертира и като съгражданин и добър приятел на командира на партизаните Иван Врачев, в пълно бойно снаряжение, на драго сърце е приет за четник в отряда. Загива при провеждането на партизанската акция при село Старосел на 8 юли 1944 г. при опит да спаси другаря си по оръжие Стоян Йорданов Кокалов с партизански псевдоним Страхил в района на връх Барикадите.